# Ulamova spirála
Ulamova spirála, nebo také prvočíselná spirála, je obrázek, který vznikne seřazením přirozených čísel do spirály a zvýrazněním prvočísel. Byla objevena matematikem Stanisławem Ulamem v roce 1963. Ulam si napsal přirozená čísla do obdélníkové sítě, jedničku doprostřed a další čísla spirálovitě směrem ven.
Když zakroužkujeme v této struktuře prvočísla, dostáváme
Ulam si všiml, že prvočísla se vyskytují převážně na některých diagonálních přímkách. Tento vzorek je viditelný i při velmi velkých měřítkách (objevují se pak i vodorovné a svislé čáry). Následující obrázek popisuje rozložení prvočísel na síti 200×200:
Matematicky to znamená, že některé kvadratické vzorce {\displaystyle an^{2}+bn+c} generují prvočísla hustěji než jiné. Obecné vysvětlení není zatím známo.